# Pseudothalera stigmatica
Pseudothalera stigmatica là một loài bướm đêm trong họ Geometridae.